# Oliver Bearman
Oliver James Bearman o també conegut com a Oliver Bearman (Chelmsford, Essex, 8 de maig de 2005) és un pilot d'automobilisme britànic. El 2021 va guanyar els campionats d'Itàlia i Alemanya de Fórmula 4, i el 2022 va ser tercer al Campionat de Fórmula 3 de la FIA a la seva temporada de debut, aquell mateix any, es va unir a l'acadèmia de pilots de Ferrari.

## Trajectòria

### Inicis
Oliver Bearman va començar des de ben petit, i al cap de 8 anys va competir per primer cop en un kart. Un any després va aconseguir acabar entre els 5 primers al GP de Kàrting Britànic. I un any més tard, va acabar quart al Campionat. El 2019, va aconseguir la Copa d'hivern a València, i posteriorment la Sèrie Europea i els Campionats del Món organitzats a Le Mans.

### Formula 4
Gràcies a les seves grans actuacions als karts, Oliver Bearman va fer el salt de karts a cotxes amb US Racing i va competir el 2020 als campionats alemanys i italians de Fórmula 4. El 2021, va fitxar per Van Amersfoort Racing on va guanyar els campionats de F4 d'Alemanya i Itàlia. Amb aquests campionats es va convertir en el primer pilot a guanyar el títol els dos campionats en un mateix any.

### Formula 3 de la FIA
Bearman va ser seleccionat per l'equip Prema per disputar els entrenaments de la postemporada 2021 de Fórmula 3 de la FIA a València. A finals d'aquell any, va ser anunciat com a pilot de l'equip per a la temporada 2022, on va competir amb Arthur Leclerc i Jak Crawford.
Va debutar amb un segon lloc a Sakhir. Va aconseguir el seu primer triomf a F3 a la cursa 1 de Spa, que el va ubicar segon al campionat quan faltaven dues dates. A Zandvoort va perdre el segon lloc després de no poder sumar punts a cap de les dues curses, i a l'última ronda, a Monza es va recuperar i va aconseguir un doble podi en les dues curses amb un segon lloc. Finalment es va ubicar a la tercera posició al Campionat de Pilots amb 132 punts, només per darrere de Victor Martins i Zane Maloney.

### Formula 2 de la FIA
El 14 de novembre de 2022, es va confirmar la seva continuació amb Prema, però aquesta temporada per fer el salt al Campionat de Fórmula 2 de la FIA el 2023 juntament amb Frederik Vesti.

### Formula 1
El 13 d'octubre del 2023, Ferrari va sorprendre a Oliver Bearman amb l'oportunitat de pilotar un Fórmula 1 per primera vegada a la seva vida, va conduir el SF21, és el cotxe amb què va córrer Ferrari el 2021 a la Fórmula 1. Va recórrer més de 300 km al circuit de Fiorano per aconseguir la superllicencia i poder disputar una sessió d’un gran premi.
El 27 d’octubre del 2023, Bearman va debutar en proves oficials de la Formula 1 en els entrenaments llibres 1 del GP de Mèxic, el seu millor temps va ser 1'22"427, aconseguint una 18 posició, quedant-se a 02"709 del guanyador.

## Èxits
| ANY                             | CATEGORIA                        | EQUIP                 | CARRERES   | VICTÒRIES | POLES | VR  | PODIS | PUNTS | POSICIÓ |
| ------------------------------- | -------------------------------- | --------------------- | ---------- | --------- | ----- | --- | ----- | ----- | ------- |
| 2020                            | ADAC Formula 4                   | US Racing             | 21         | 1         | 0     | 1   | 3     | 144   | 7.º     |
| Campionat d’Italia de Fórmula 4 | 8                                | 1                     | 0          | 1         | 2     | 85  | 10.º  |       |         |
| 2021                            | ADAC Formula 4                   | Van Amersfoort Racing | 18         | 6         | 5     | 4   | 11    | 295   | 1.º     |
| Campionat d’Italia de Fórmula 4 | 21                               | 11                    | 8          | 2         | 15    | 343 | 1.º   |       |         |
| 2022                            | Campionat de Fórmula 3 de la FIA | PREMA Racing          | 18         | 1         | 0     | 1   | 8     | 132   | 3.º     |
| 2023                            | Campionat de Fórmula 2 de la FIA | PREMA Racing          | DISPUTANSE |           |       |     |       |       |         |
| Font:                           |                                  |                       |            |           |       |     |       |       |         |

## Resultats

### Formula 3 de la FIA
(Negreta indica pole position) (Cursiva indica volta ràpida)
| 2022 | PREMA Racing | SAK | IMO | BAR | SIL | SPI | BUD | SPA | ZAN | MNZ | 3.º | 132 | [ 2 ] |   |   |    |    |   |   |
| 2    | 6            | 12  | 17  | 12  | 5   | 9   | 3   | 16  | 3   | 5   | 3.º | 132 | 3     | 1 | 3 | 11 | 25 | 2 | 2 |

(Negreta indica pole position) (Cursiva indica volta ràpida)
| ANY  | ESCUDERIA    | 1   | 1   | 2   | 2   | 3   | 3   | 4   | 4   | 5   | 5   | 6   | 6   | 7   | 7   | 8   | 8   | 9   | 9   | 10  | 10  | 11  | 11  | 12  | 12  | 13  | 13  | POS | PUNTS | Ref.  |
| ---- | ------------ | --- | --- | --- | --- | --- | --- | --- | --- | --- | --- | --- | --- | --- | --- | --- | --- | --- | --- | --- | --- | --- | --- | --- | --- | --- | --- | --- | ----- | ----- |
| 2023 | PREMA Racing | SAK | SAK | YED | YED | MEL | MEL | BAK | BAK | MON | MON | BAR | BAR | SPI | SPI | SIL | SIL | BUD | BUD | SPA | SPA | ZAN | ZAN | MNZ | MNZ | YMC | YMC | 6.º | 130   | [ 6 ] |
| 2023 | PREMA Racing | 15  | 14  | Ret | 10  | 7   | 17  | 1   | 1   | Ret | 11  | 7   | 1   | 9   | 3   | 6   | 8   | 3   | 12  | 12  | 7   | 3   | Ret | 6   | 1   |     |     | 6.º | 130   | [ 6 ] |

- *Temporada en curs